# ロジャー・ガイエット
ロジャー・ガイエット（Roger Guyett）は、視覚効果スーパーバイザーである。『スター・トレック イントゥ・ダークネス』などにより6度アカデミー賞視覚効果賞にノミネートされている。

## 受賞とノミネート
| 賞               | 年   | 部門           | 作品名                                    | 結果       |
| ---------------- | ---- | -------------- | ----------------------------------------- | ---------- |
| アカデミー賞     | 2004 | 視覚効果賞     | ハリー・ポッターとアズカバンの囚人        | ノミネート |
| アカデミー賞     | 2009 | 視覚効果賞     | スター・トレック                          | ノミネート |
| アカデミー賞     | 2013 | 視覚効果賞     | スター・トレック イントゥ・ダークネス     | ノミネート |
| アカデミー賞     | 2015 | 視覚効果賞     | スター・ウォーズ/フォースの覚醒           | ノミネート |
| アカデミー賞     | 2018 | 視覚効果賞     | レディ・プレイヤー1                       | ノミネート |
| アカデミー賞     | 2019 | 視覚効果賞     | スター・ウォーズ/スカイウォーカーの夜明け | ノミネート |
| 英国アカデミー賞 | 1998 | 特殊視覚効果賞 | プライベート・ライアン                    | 受賞       |
| 英国アカデミー賞 | 2001 | 特殊視覚効果賞 | ハリー・ポッターと賢者の石                | ノミネート |
| 英国アカデミー賞 | 2004 | 特殊視覚効果賞 | ハリー・ポッターとアズカバンの囚人        | ノミネート |
| 英国アカデミー賞 | 2009 | 特殊視覚効果賞 | スター・トレック                          | ノミネート |
| 英国アカデミー賞 | 2013 | 特殊視覚効果賞 | スター・トレック イントゥ・ダークネス     | ノミネート |
| 英国アカデミー賞 | 2015 | 特殊視覚効果賞 | スター・ウォーズ/フォースの覚醒           | 受賞       |
| 英国アカデミー賞 | 2018 | 特殊視覚効果賞 | レディ・プレイヤー1                       | ノミネート |
| 英国アカデミー賞 | 2019 | 特殊視覚効果賞 | スター・ウォーズ/スカイウォーカーの夜明け | ノミネート |